# Savezne države Venezuele
Savezne države Venezuele (španjolski:  Estados de Venezuela) su 23 države na koliko je Venezuela administrativno podjeljena.
Uz to Venezuela ima 1 Distrikt glavnog grada (Distrito Capital) i Federalne teritorije (Territorios Federales), u kojima je velik broj venezuelanskih otoka. 
Pored toga Venezuela drži granični teritorij s Gvajanom - Esequiba, svojom administrativnom jedinicom.

## Povijest
Teritorij današnje Venezuele bio je od 1585. za kolonijalnih vremena dio španjolske Pokrajine Gvajana. 
Nakon osnivanja nezavisne Republike Venezuele 1830. država je bila podjeljena na Provincije sve do 1864. kad su nakon Federalnog rata provincije zamijenjene saveznim državama.

## Popis saveznih država
| Savezna država         | Administrativni centar | Stanovnika | Površina u km² | Pokrajina         | Pozicija |
| ---------------------- | ---------------------- | ---------- | -------------- | ----------------- | -------- |
| Amazonas               | Puerto Ayacucho        | 70 464     | 180 144        | Guayana           |          |
| Anzoátegui             | Barcelona              | 1 222 225  | 43 300         | Nor-Oriental      |          |
| Apure                  | San Fernando de Apure  | 377 756    | 76 500         | de los Llanos     |          |
| Aragua                 | Maracay                | 1 449 616  | 7 014          | Central           |          |
| Barinas                | Barinas                | 624 508    | 35 200         | de los Andes      |          |
| Bolívar                | Ciudad Bolívar         | 1 214 846  | 238 000        | Guayana           |          |
| Carabobo               | Valencia               | 1 932 168  | 4 650          | Central           |          |
| Cojedes                | San Carlos             | 253 105    | 14 800         | Central           |          |
| Delta Amacuro          | Tucupita               | 97 987     | 40 200         | Guayana           |          |
| Falcón                 | Coro                   | 763 180    | 24 800         | Centro-Occidental |          |
| Guárico                | San Juan de los Morros | 627 086    | 64 986         | de los Llanos     |          |
| La Guaira              | La Guaira              | 298 109    | 1 496          | Capital           |          |
| Lara                   | Barquisimeto           | 1.556.415  | 19.800         | Centro-Occidental |          |
| Mérida                 | Mérida                 | 715.268    | 11 300         | de los Andes      |          |
| Miranda                | Los Teques             | 2 330 872  | 7 950          | Capital           |          |
| Monagas                | Maturín                | 712 626    | 28 930         | Nor-Oriental      |          |
| Nueva Esparta          | La Asunción            | 426 337    | 1 150          | Insular           |          |
| Portuguesa             | Guanare                | 725 740    | 15 200         | Centro-Occidental |          |
| Sucre                  | Cumaná                 | 786 483    | 11 800         | Nor-Oriental      |          |
| Táchira                | San Cristóbal          | 992 669    | 11 100         | de los Andes      |          |
| Trujillo               | Trujillo               | 608 563    | 7 400          | de los Andes      |          |
| Yaracuy                | San Felipe             | 499 049    | 7 100          | Centro-Occidental |          |
| Zulia                  | Maracaibo              | 2 983 679  | 63 100         | Zuliana           |          |
| Dependencias Federales | —                      | 2 245      | 342            | Insular           |          |
| Caracas                | —                      | 2 284 921  | 433            | Capital           |          |

## Vanjske poveznice
- Local government in Venezuela overshadowed by strong centre na portalu CityMayors